# Hochuferweg Jasmund
Der Hochuferweg Jasmund ist ein Wanderweg auf der deutschen Insel Rügen. Mit spektakulären Aussichten auf die Kreide-Kliffküste gilt er als einer der schönsten Wanderwege an der Ostsee. Der im Sommer viel begangene Weg durchquert den Nationalpark Jasmund in seiner ganzen Länge, das Gebiet ist anerkanntes UNESCO-Welterbe.

## Geographie

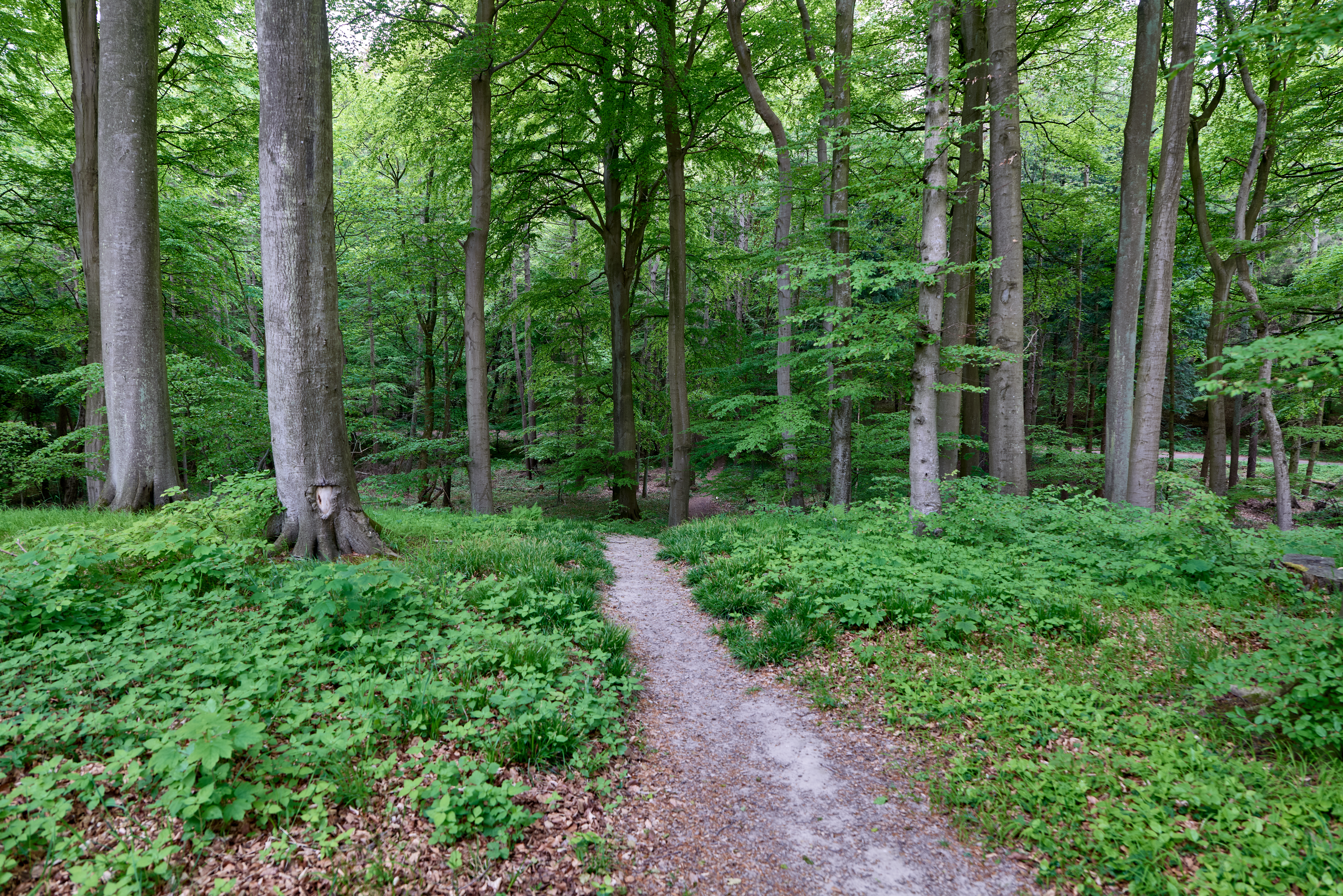
Hochuferweg im Nationalpark Jasmund

Der Hochuferweg verläuft auf dem aktiven Steilufer der Halbinsel Jasmund. Er verbindet auf einer Länge von zwölf Kilometer  die Hafenorte Sassnitz und Lohme miteinander. Von Sassnitz steigt der Weg sanft zum eiszeitlich geformten Stubnitz-Plateau auf gut 100 Meter über dem Meeresspiegel an.
Der Wanderweg liegt im 1990 eingerichteten Nationalpark Jasmund.  Das Gebiet ist größtenteils von Wald bedeckt, seit 2011 ist es Teil des UNESCO-Welterbe Alte Buchenwälder und Buchenurwälder der Karpaten und anderer Regionen Europas.

## Zugang und Verlauf

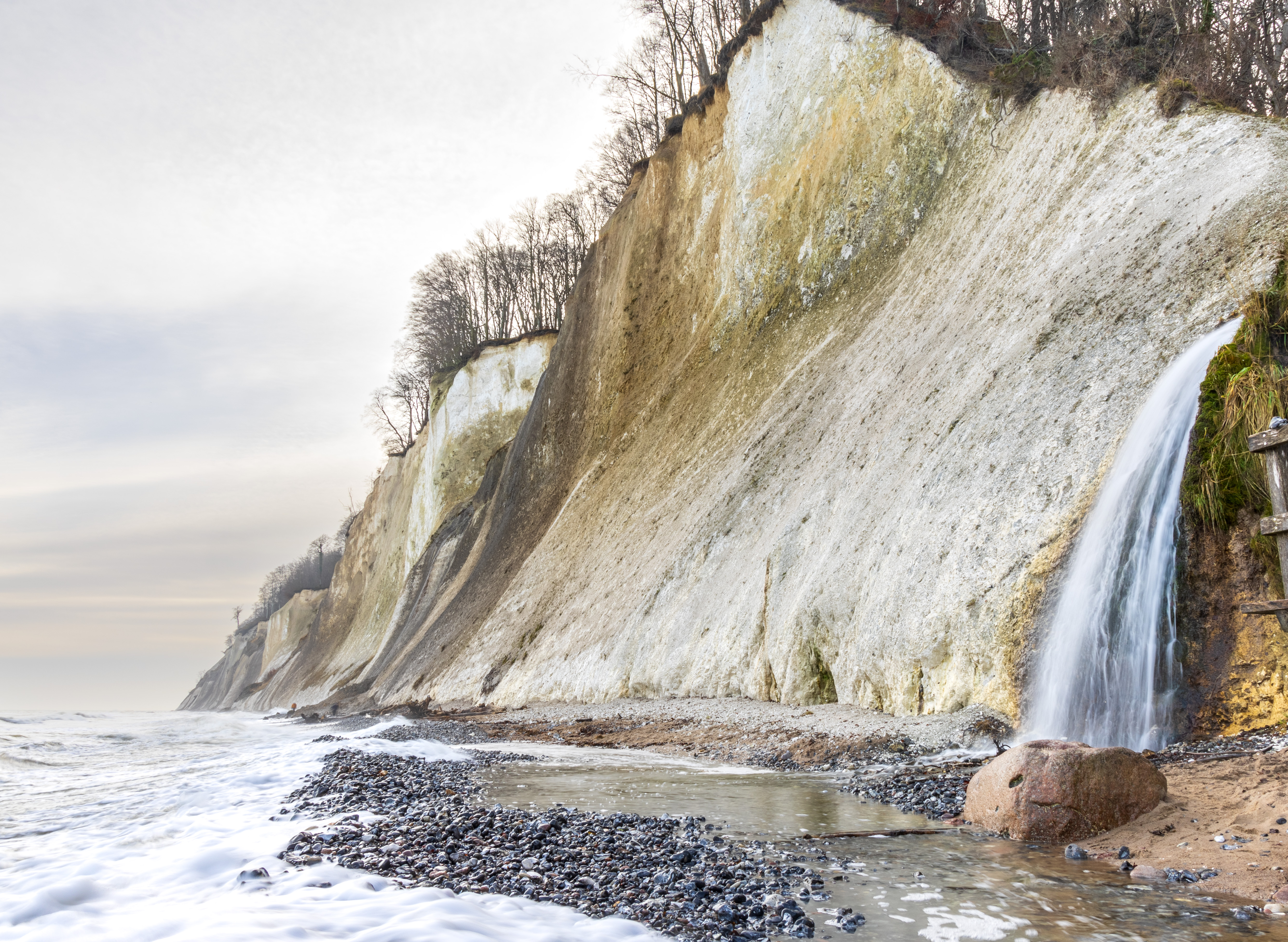
Wasserfall am Kieler Ufer

Der Hochuferweg steht ausschließlich Wanderern offen, Radfahren ist nicht gestattet. Ausgangspunkt ist die Bushaltestelle Wedding am nordöstlichen Stadtrand von Sassnitz. Für die zwölf Kilometer lange Strecke ist eine Gehzeit von etwa dreieinhalb Stunden zu veranschlagen. Vom Endpunkt in Lohme verkehrt mehrmals täglich ein Linienbus zum Bahnhof Sassnitz.
Unterwegs kann ein Abstecher zum UNESCO-Welterbeforum (ehemals Waldhalle) gemacht werden, zu dem auch ein Bistro gehört. Das Infozentrum zum Welterbe Alte Buchenwälder wurde am 6. Juni 2017 von der damaligen Bundeskanzlerin Angela Merkel eröffnet.

## Zitat
„Gleich hinter Sassnitz beginnt das Ufer kreidig zu werden und nimmt die wunderbarsten Gestalten an, je weiter man kommt.“

## Sehenswertes am Weg
- Wissower Klinken

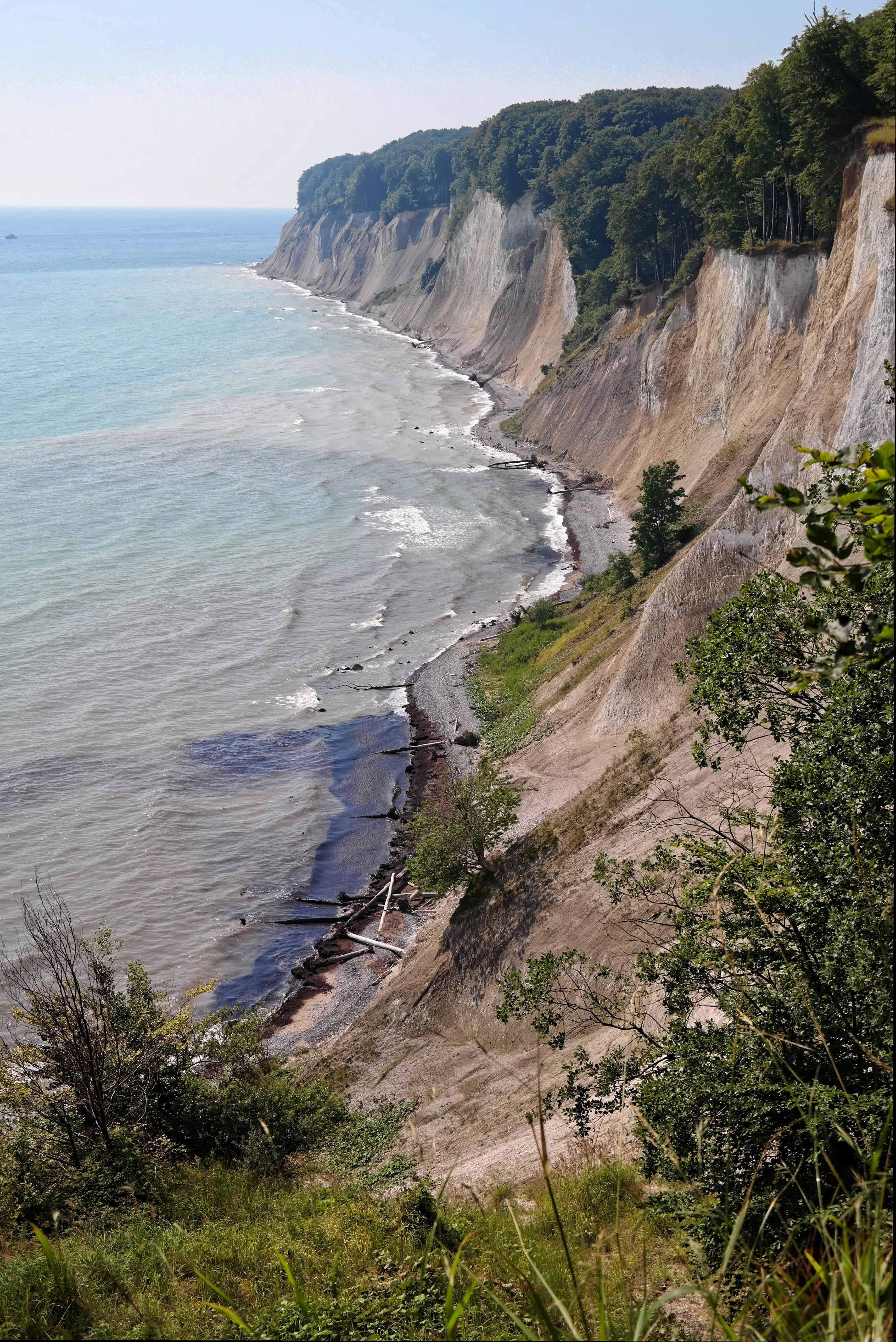
Ernst-Moritz-Arndt-Sicht

- Aussichtspunkt Ernst-Moritz-Arndt-Sicht
- Wasserfall des Kieler Bach am Kieler Ufer
- UNESCO-Welterbeforum im Michael-Otto-Haus
- Aussichtspunkt Viktoriasicht
- Skywalk am Königsstuhl

## Gefahrenhinweise
Aus Naturschutzgründen und nicht zuletzt im Interesse der eigenen Sicherheit darf der gekennzeichnete Weg nicht verlassen werden. Immer wieder kommt es an der Kreide-Kliffküste zu Abbrüchen und Hangrutschungen, Ursachen dafür sind u. a. heftige Niederschläge, Schneeschmelze und eine durch Sturmfluten entstandene Unterspülung des Hangfußes. Absperrungen und Warnschilder weisen auf besonders prekäre Passagen hin. Nicht immer wird das Wegegebot eingehalten, in den letzten Jahrzehnten gab es wiederholt Unfälle mit tödlichem Ausgang.